# Il successo
Il successo (Brasil: Minha Esposa É um Sucesso ) é um filme ítalo-francês de 1963, do gênero drama, dirigido por Mauro Morassi e Dino Risi (não creditado).

## Elenco
- Anouk Aimée.... Laura
- Jean-Louis Trintignant.... Sergio
- Vittorio Gassman.... Giulio Ceriani
- Carlo Bagno.... Varelli
- Armando Bandini.... Romanelli
- Umberto D'Orsi.... o fascista capitalista
- Cristina Gaioni.... Maria
- Riccardo Garrone.... o noivo de Laura
- Annie Gorassini.... Marisa
- Gastone Moschin.... o cunhado de Giulio
- Franca Polesello.... Carla
- Filippo Scelzo… Berto
- Maria Grazia Spina.... Diana
- Leopoldo Trieste.... Grassi
- Elisabetta Velinska.... Elena
- Mary Welles.... Tatiana